# Levante Unión Deportiva DM
Il Levante Unión Deportiva DM, noto semplicemente come Levante, è la sezione di calcio a 5 del Levante Unión Deportiva, società calcistica spagnola con sede a Valencia. La squadra disputa gli incontri interni presso il Pabellón Municipal di Paterna.

## Storia
Le origini della società coincidono con quelle della sezione calcettistica del Club Deportivo Dominicos, fondato nel 2005 a Valencia. Nel 2009 la società riceve il patrocinio del Levante Unión Deportiva, diventandone la sezione di calcio a 5 e assumendo la denominazione Levante Unión Deportiva CD. L'attività sportiva, compresa quella giovanile, continua ad essere gestita dal Club Deportivo Dominicos, che rimane una società a sé stante dal Levante UD. Nell'estate del 2013 la società assorbe la squadra di calcio a 5 dell'Universidad Politécnica de Valencia Maristas, cambiando nome nell'attuale Levante Unión Deportiva DM. Al termine della stagione, la squadra vince la Segunda División, venendo promossa per la prima volta in Primera División.